# Larissa Aimée Breidbach
Larissa Aimée Breidbach (* 17. Juli 1983 in Mülheim an der Ruhr) ist eine deutsche Schauspielerin.

## Biografie
Breidbach, Tochter einer deutschen Lehrerin und eines Mannes aus Burkina Faso, besuchte die Erich-Kästner-Grundschule und danach die Otto-Pankok-Schule. Später zog sie nach Berlin und studierte Amerikanistik und Politikwissenschaft. Nach dem Grundstudium wechselte sie an die Filmuniversität Babelsberg Konrad Wolf und absolvierte dort von 2008 bis 2012 eine Schauspielausbildung.
Ihre erste Rolle spielte sie in der Fernsehreihe Wilsberg, eine weitere Rolle spielte sie in Notruf Hafenkante. Seit 2015 war sie in Club der roten Bänder zu sehen.
Breidbach lebt in Potsdam.

## Filmografie
- 2007: Wilsberg: Miss-Wahl (Fernsehreihe)
- 2008: Jürgen Becker: Der dritte Bildungsweg
- 2010: Atme
- 2011: Murat B. – Verloren in Deutschland
- 2013: Notruf Hafenkante – Gelegenheit macht Diebe
- 2013: Morden im Norden – Auge um Auge
- 2013: Wechselspiel
- 2015–2016: Club der roten Bänder (Fernsehserie, 2 Folgen)
- 2016: Egon Schiele: Tod und Mädchen
- 2017: Götter in Weiß
- 2018: SOKO Wismar – Bauernopfer
- 2019: Club der roten Bänder – Wie alles begann
- 2020: Martha und Tommy (Fernsehfilm)
- 2021: Liebe ist unberechenbar (Fernsehfilm)
- 2022: Praxis mit Meerblick – Schwesterherz (Fernsehreihe)